# Parque Natural Municipal de Lages
O Parque Natural Municipal João Jose Teodoro da Costa Neto | PARNAMUL, é um parque criado na tipologia florestal Floresta ombrófila mista também conhecida como Floresta com Araucárias inserido dentro dos limites do Bioma Mata Atlântica. No PARNAMUL podem ser a Araucaria angustifolia, Mimosa scabrella, Cedrella fissilis. Todas espécies típicas desta formação.

## Localização
Situa-se geograficamente próximo às coordenadas 27º47' latitude sul e 50º21' de longitude oeste.
O parque está localizado na zona Urbana do município de Lages (SC), no entrocamento de duas Rodovias Federais a BR 116 e BR 282.